# Municipio de Flournoy
El municipio de Flournoy (en inglés: Flournoy Township) es un municipio ubicado en el condado de Thurston en el estado estadounidense de Nebraska. En el año 2010 tenía una población de 296 habitantes y una densidad poblacional de 3,19 personas por km².

## Geografía
El municipio de Flournoy se encuentra ubicado en las coordenadas 42°12′5″N 96°42′58″O / 42.20139, -96.71611. Según la Oficina del Censo de los Estados Unidos, el municipio tiene una superficie total de 92.93 km², de la cual 92,69 km² corresponden a tierra firme y (0,26 %) 0,24 km² es agua.

## Demografía
Según el censo de 2010, había 296 personas residiendo en el municipio de Flournoy. La densidad de población era de 3,19 hab./km². De los 296 habitantes, el municipio de Flournoy estaba compuesto por el 99,32 % blancos, el 0,34 % eran amerindios y el 0,34 % eran de una mezcla de razas. Del total de la población el 1,01 % eran hispanos o latinos de cualquier raza.